# Vuxenpoäng

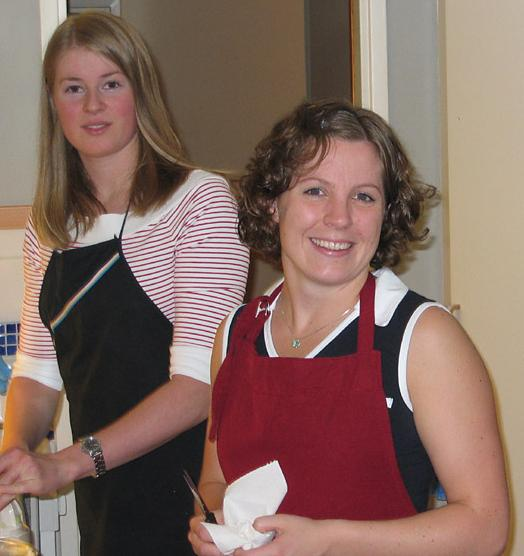
Att använda förkläde vid hushållsarbete ger vuxenpoäng

Vuxenpoäng är ett skämtsamt begrepp om sådana personliga egenskaper och förhållanden som kännetecknar livet som vuxen. Vanligen syftar begreppet på händelser som innebär att en yngre person etablerar sig i ett ordnat vuxenliv. Händelser som signalerar en övergång till medelåldern brukar däremot inte inräknas i begreppet vuxenpoäng.
Ordet vuxenpoäng finns med i Svenska Akademiens ordlista (14:e upplagan), och finns belagt sedan 1998 i Språkbankens databas Korp. Begreppet är etablerat på norska som voksenpoeng, men engelska grown-up points och tyska Erwachsenen-Punkte tycks vara översättningar skapade av svenskar i exil eller utlänningar med anknytning till Sverige.

## Lista över vanliga faktorer som ger vuxenpoäng
- Prenumerera på dagstidning
- Betala TV-licens
- Använda förkläde vid hushållsarbete
- Baka
- Stryka kläder
- Skaffa körkort
- Skriftligt tacka för senast
- Fast relation
- Regelbunden löneinkomst
- Pensionssparande
- Förstahandskontrakt på lägenhet eller äga sitt boende